# Lincoln (Massachusetts)
Lincoln es un pueblo ubicado en el condado de Middlesex en el estado estadounidense de Massachusetts. En el Censo de 2010 tenía una población de 6.362 habitantes y una densidad poblacional de 163,98 personas por km².

## Historia
Lincoln fue fundado en 1650, como parte de Concord. En 1754, fue incorporado como pueblo separado. Los habitantes locales pidieron a la Corte General separarse de Concord y formar un pueblo independiente, debido a las dificultades e inconveniencias por la distancia de los lugares de culto público en sus pueblos respectivos. 
Chambers Russell, el ciudadano más distinguido de la comunidad y representante en la corte de Boston, influyó mucho para la creación del pueblo. En agradecimiento, se le pidió a Russell que le diera nombre al nuevo pueblo. El escogió el nombre de Lincoln, en honor de su casa familiar en Lincolnshire, Inglaterra. 
La noche del 18 de abril de 1775, Paul Revere fue capturado por soldados ingleses, antes de que llegara a Concord.

## Geografía
Lincoln se encuentra ubicado en las coordenadas 42°25′32″N 71°18′39″O / 42.42556, -71.31083. Según la Oficina del Censo de los Estados Unidos, Lincoln tiene una superficie total de 38.8 km², de la cual 36.84 km² corresponden a tierra firme y (5.03%) 1.95 km² es agua.

## Demografía
Según el censo de 2010, había 6.362 personas residiendo en Lincoln. La densidad de población era de 163,98 hab./km². De los 6.362 habitantes, Lincoln estaba compuesto por el 86.07% blancos, el 3.98% eran afroamericanos, el 0.2% eran amerindios, el 5.52% eran asiáticos, el 0.09% eran isleños del Pacífico, el 1.05% eran de otras razas y el 3.08% pertenecían a dos o más razas. Del total de la población el 4.97% eran hispanos o latinos de cualquier raza.

## Sitios de interés
- La hacienda Codman.[8]
- La casa Codman.
- La hacienda Drumlin.[9]
- El museo DeCordova.
- La casa de Walter Gropius.

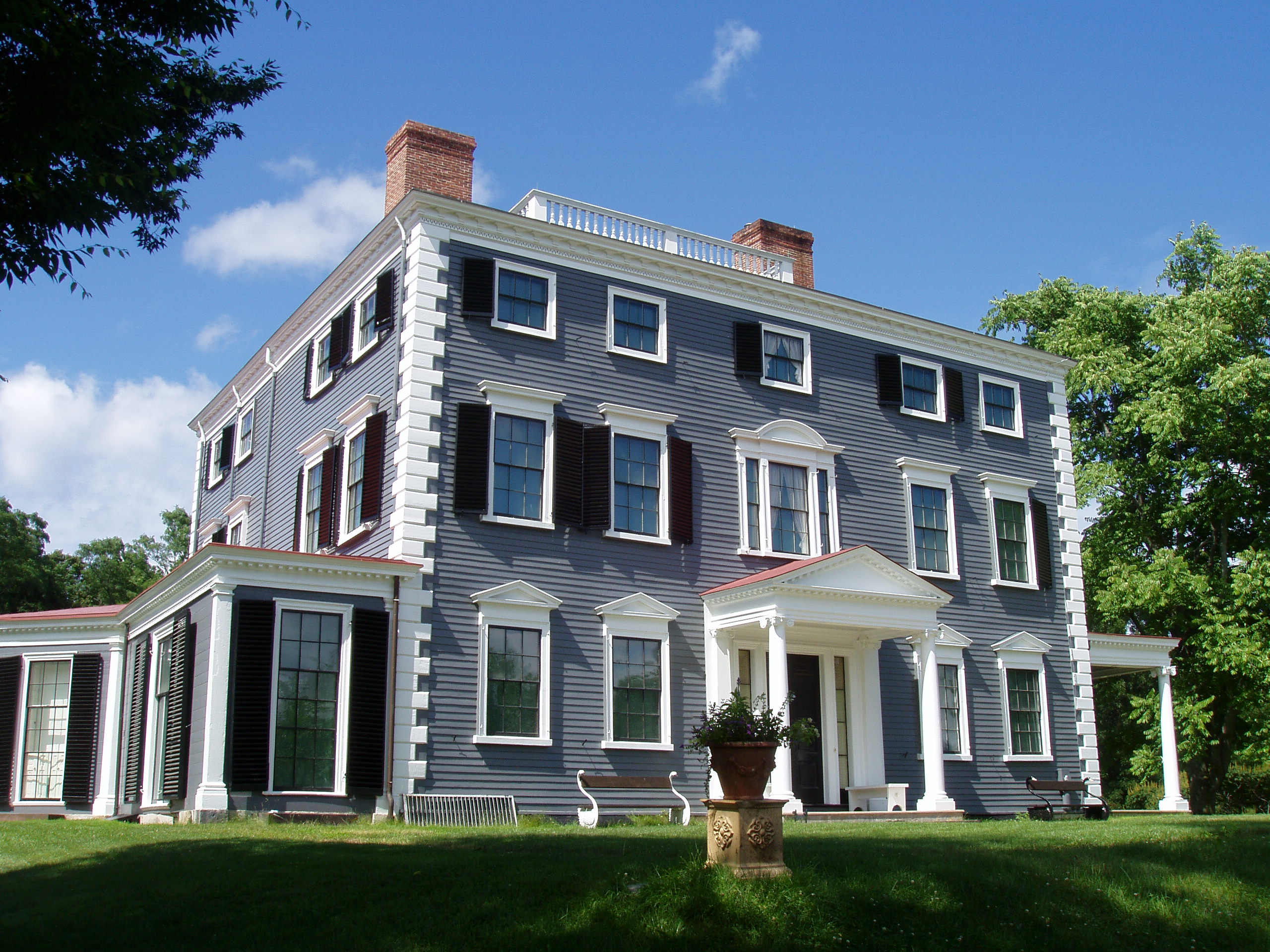
La casa Codman.

- La base de la fuerza aérea de Hanscom.
- El aeropuerto de Hanscom.
- El estanque Walden.
- El parque nacional Histórico Minuteman.
- La casa de John Howard Pierce, data de 1900.
- El Instituto Thoreau.

## Personajes ilustres

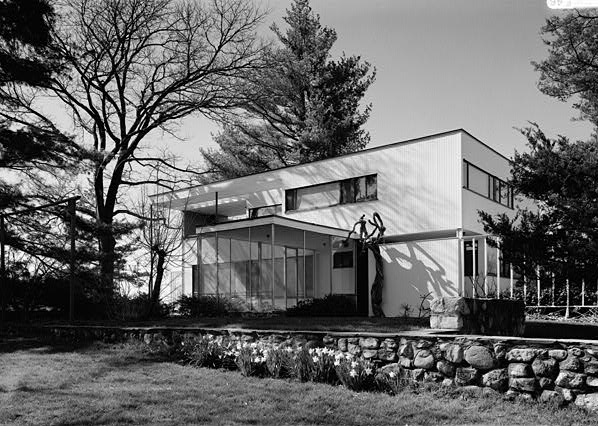
La casa de Walter Gropius.

| - Walter Gropius, arquitecto. - Thomas Winship, científico. - Roger Payne, biólogo. - Sarah Caldwell, directora de orquesta. - Paul Pierce, jugador de baloncesto. - Julia Glass, escritora. | - Greg Hawkes, músico. - Jasper White, empresario. - Jane Langton, escritor. - Mike Barnicle, escritor. - Rodney Brooks, fundador de iRobot. - Ken Olsen, fundador de Digital Equipment Corporation. |

- John Linnell, músico de They Might Be Giants
- John Flansburgh, músico de They Might Be Giants